# Rebecca Marino
Rebecca Marino (* 16. Dezember 1990 in Toronto, Ontario) ist eine kanadische Tennisspielerin.

## Karriere
Marino, die mit zehn Jahren mit Tennisspielen begann, bevorzugte Hartplätze. Sie gewann bisher 16 Einzel- und drei Doppeltitel auf der ITF Women’s World Tennis Tour. Weiters gewann sie einen WTA-Challenger-Titel im Doppel.
Ihren größten Erfolg auf der WTA Tour feierte sie 2011, als sie beim Hallenturnier von Memphis (Kategorie International) ins Endspiel einzog. In der Partie gegen Magdaléna Rybáriková musste sie dann allerdings nach dem ersten Satz verletzungsbedingt aufgeben. Ihr bestes Abschneiden bei einem Grand-Slam-Turnier erzielte sie 2022 bei den US Open, als sie dort die dritte Runde erreichte, in der sie Zhang Shuai mit 2:6, 4:6 unterlag.
Im Jahr 2011 spielte Marino erstmals für die kanadische Billie-Jean-King-Cup-Mannschaft; ihre Billie-Jean-King-Cup-Bilanz weist bislang 7 Siege bei 9 Niederlagen aus.
Im Februar 2013 beendete Marino ihre Karriere. Sie begründete ihren Schritt damit, dass sie dem öffentlichen Druck negativer Kommentare und den heftigen Anfeindungen in sozialen Netzwerken nicht mehr standhalten könne.
Im Oktober 2017 wollte sie eigentlich auf den ITF Circuit zurückkehren, was aber eine ITF-Anti-Doping-Regel verhinderte. In ihrem Fall wurde diese Regel gelockert, so dass sie aber den 20. Januar 2018 spielberechtigt war. Beim 15.000-US-Dollar dotierten ITF-Turnier in Antalya, das für sie mit der Qualifikation am 27. Januar 2018 begann, nahm sie erstmals wieder an einem Profi-Turnier teil, das sie mit einem Endspielerfolg gegen Cristina Ene mit 6:3 und 6:3 gewann.
Im Oktober 2024 gewann sie bei dem Dow Tennis Classic in Midland ihr erstes Turnier im Rahmen der WTA Challenger Series, wobei sie im Finale Alycia Parks mit 6:2, 6:1 besiegte. 

## Turniersiege

### Einzel
| Nr. | Datum              | Turnier     | Kategorie      | Belag             | Finalgegnerin   | Ergebnis        |
| --- | ------------------ | ----------- | -------------- | ----------------- | --------------- | --------------- |
| 1.  | 24. August 2008    | Trecastagni | ITF $10.000    | Hartplatz         | Alice Moroni    | 6:2, 6:2        |
| 2.  | 26. September 2010 | Saguenay    | ITF $50.000    | Hartplatz (Halle) | Alison Riske    | 6:4, 6:74, 7:65 |
| 3.  | 10. Oktober 2010   | Kansas City | ITF $50.000    | Hartplatz         | Edina Gallovits | 6:74, 6:0, 6:2  |
| 4.  | 17. Oktober 2010   | Troy        | ITF $50.000    | Hartplatz         | Ashley Weinhold | 6:1, 6:2        |
| 5.  | 21. Oktober 2012   | Rock Hill   | ITF $25.000    | Hartplatz         | Sharon Fichman  | 6:1, 6:2        |
| 6.  | 4. Februar 2018    | Antalya     | ITF $15.000    | Hartplatz         | Cristina Ene    | 6:3, 6:3        |
| 7.  | 11. Februar 2018   | Antalya     | ITF $15.000    | Hartplatz         | Nina Stadler    | 6:1, 6:4        |
| 8.  | 18. Februar 2018   | Antalya     | ITF $15.000    | Hartplatz         | Gaia Sanesi     | 6:2, 6:1        |
| 9.  | 15. Juli 2018      | Winnipeg    | ITF $25.000    | Hartplatz         | Julia Glushko   | 7:63, 7:64      |
| 10. | 22. September 2018 | Lubbock     | ITF $25.000    | Hartplatz         | Robin Anderson  | 6:4, 6:1        |
| 11. | 19. Mai 2019       | Kurume      | ITF W60        | Teppich           | Yūki Naitō      | 6:4, 7:60       |
| 12. | 18. Juli 2021      | Evansville  | ITF W25        | Hartplatz         | Mayo Hibi       | 6:3, 3:6, 6:0   |
| 13. | 6. März 2022       | Arcadia     | ITF W60        | Hartplatz         | Alycia Parks    | 7:60, 6:1       |
| 14. | 11. Februar 2024   | Irapuato    | ITF W100       | Hartplatz         | Jule Niemeier   | 6:1, 6:2        |
| 15. | 22. Juni 2024      | Ilkley      | ITF W100       | Rasen             | Jessika Ponchet | 4:6, 6:1, 6:4   |
| 16. | 20. Oktober 2024   | Calgary     | ITF W75+H      | Hartplatz (Halle) | Anna Rogers     | 7:5, 6:4        |
| 17. | 10. November 2024  | Midland     | WTA Challenger | Hartplatz (Halle) | Alycia Parks    | 6:2, 6:1        |

### Doppel
| Nr. | Datum            | Turnier    | Kategorie      | Belag     | Partnerin              | Finalgegnerinnen                   | Ergebnis         |
| --- | ---------------- | ---------- | -------------- | --------- | ---------------------- | ---------------------------------- | ---------------- |
| 1.  | 27. Juli 2008    | Evansville | ITF $10.000    | Hartplatz | Ellah Nze              | Courtney Dolehide Kirsten Flower   | 7:5, 6:3         |
| 2.  | 12. Oktober 2008 | Southlake  | ITF $10.000    | Hartplatz | Beatrice Capra         | Mary Gambale Elizabeth Lumpkin     | 3:6, 6:4, [10:6] |
| 3.  | 20. Juli 2019    | Gatineau   | ITF W25        | Hartplatz | Leylah Annie Fernandez | Hsu Chieh-yu Marcela Zacarías      | 7:65, 6:3        |
| 4.  | 31. Juli 2021    | Charleston | WTA Challenger | Sand      | Liang En-shuo          | Erin Routliffe Aldila Sutjiadi     | 5:7, 7:5, [10:7] |
| 6.  | 25. Oktober 2024 | Tampico    | WTA Challenger | Hartplatz | Carmen Corley          | Alina Kornejewa Polina Kudermetowa | 6:3, 6:3         |

## Abschneiden bei Grand-Slam-Turnieren

### Einzel
| Turnier         | 2009 | 2010 | 2011 | 2012 | 2013 | 2014 | 2015 | 2016 | 2017 | 2018 | 2019 | 2020 | 2021 | 2022 | 2023 | 2024 | 2025 | Karriere |
| --------------- | ---- | ---- | ---- | ---- | ---- | ---- | ---- | ---- | ---- | ---- | ---- | ---- | ---- | ---- | ---- | ---- | ---- | -------- |
| Australian Open | —    | Q1   | 2    | 1    | 1    | —    | —    | —    | —    | —    | Q1   | —    | 2    | 1    | 1    | 1    | 1    | 2        |
| French Open     | —    | Q1   | 3    | —    | —    | —    | —    | —    | —    | —    | Q2   | —    | Q1   | 1    | 1    | Q2   | Q1   | 3        |
| Wimbledon       | —    | Q1   | 2    | —    | —    | —    | —    | —    | —    | —    | —    |      | —    | 1    | 1    | Q1   | Q1   | 2        |
| US Open         | Q2   | 2    | 1    | —    | —    | —    | —    | —    | —    | —    | —    | —    | 1    | 3    | 1    | Q2   |      | 3        |

Zeichenerklärung: S = Turniersieg; F, HF, VF, AF = Einzug ins Finale / Halbfinale / Viertelfinale / Achtelfinale; 1, 2, 3 = Ausscheiden in der 1. / 2. / 3. Hauptrunde; Q1, Q2, Q3 = Ausscheiden in der 1. / 2. / 3. Qualifikationsrunde; nicht ausgetragen

### Doppel
| Turnier         | 2011 | 2012 | 2013 | 2014 | 2015 | 2016 | 2017 | 2018 | 2019 | 2020 | 2021 | 2022 | 2023 | Karriere |
| --------------- | ---- | ---- | ---- | ---- | ---- | ---- | ---- | ---- | ---- | ---- | ---- | ---- | ---- | -------- |
| Australian Open | —    | 1    | —    | —    | —    | —    | —    | —    | —    | —    | —    | —    | 1    | 1        |
| French Open     | 1    | —    | —    | —    | —    | —    | —    | —    | —    | —    | —    | —    | 1    | 1        |
| Wimbledon       | 1    | —    | —    | —    | —    | —    | —    | —    | —    |      | —    | —    | —    | 1        |
| US Open         | 1    | —    | —    | —    | —    | —    | —    | —    | —    | —    | —    | —    | —    | 1        |